# Rohan, Morbihan
Rohan är en kommun i departementet Morbihan i regionen Bretagne i nordvästra Frankrike. Kommunen ligger i kantonen Rohan som tillhör arrondissementet Pontivy. År 2022 hade Rohan 1 541 invånare.

## Befolkningsutveckling
Antalet invånare i kommunen Rohan
| Referens: INSEE |